# Nižnjaja Nožema
Nižnjaja Nožema (in russo Нижняя Ножема?) è un centro abitato dell'Oblast' di Vologda, situato nel Babaevskij rajon. La popolazione era di 155 abitanti al 2002.

## Geografia
Si trova a 108 km da Babaevo e 7 km da Pjaželka. Davydovo è l'area rurale più vicina.